# Aerangis collum-cygni
Aerangis collum-cygni é uma espécie de orquídea monopodial epífita, família Orchidaceae, que habita do centro oeste da África tropical à Tanzânia e Zâmbia.